# Единадесети конен полк
Единадесети конен полк е български кавалерийски полк, формиран през 1917 година и взел участие в Първата световна война (1915 – 1918).

## История
Единадесети конен полк е формиран на 1 декември 1917 година в село Керичлер. Състои се от четири строеви и един картечен ескадрон, един нестроеви и един коннопионерен взвод, и е в подчинение на 3-та конна бригада от 2-ра конна дивизия. Демобилизиран е през декември 1918 година, а през ноември 1919 година в Харманли е разформирован.

## Командири
Званията са към датата на заемане на длъжността.
| №  | звание    | име              | дати                             |
| -- | --------- | ---------------- | -------------------------------- |
| 1. | Полковник | Константин Митов | 14 септември 1917 – 5 април 1918 |
| 2. | Полковник | Диаманд Николов  | 1918 – 1919                      |